# منر (شرکت)

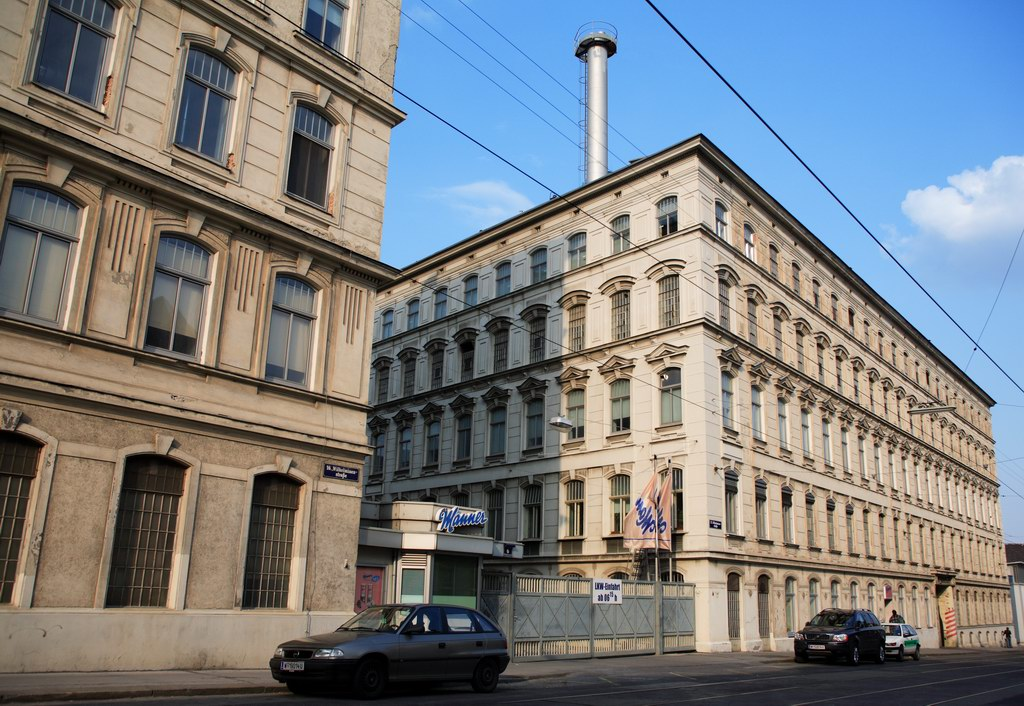
نمایی از ساختمان کارخانه منر در وین، اتریش - ۲۰۰۷

منر (به آلمانی: Josef Manner & Comp AG) یک شرکت اتریشی سازنده‌ی شیرینی است. این شرکت به جهت ویفرهای مشهورش در اروپا شناخته شده است. از سایر محصولاتش می‌توان به انواع شکلات و شیرینی کاکائویی اشاره کرد.

این شرکت در سال ۱۸۹۰ در وین پایه‌گذاری شد.